# Litoria electrica
Litoria electrica – gatunek australijskiego płaza bezogonowego z podrodziny Pelodryadinae w rodzinie rzekotkowatych (Hylidae).

## Występowanie
Zwierzę to żyje w północno-zachodnim i środkowym Queenslandzie, jego zasięg występowania nie dociera do wybrzeża. Zasięg występowania tego płaza prawdopodobnie obejmuje też tereny chronione.
Litoria electrica nie posiada szczególnych wymagań, jeśli chodzi o siedlisko. Odpowiadają jej najbardziej lasy eukaliptusowe i występujące w nich bagna i okresowe zbiorniki wodne, ale spotyka się ją nawet w budynkach, podobnie jak australorzekotkę szmaragdową (Ranoidea caerulea).

## Rozmnażanie
W lecie po ulewnych deszczach (grudzień) samce rozpoczynają swe nawoływania, by przekazać geny następnemu pokoleniu.

## Status
Gatunek ten jest rzadko spotykany, ale wydaje się, że jego liczebność utrzymuje się na stałym poziomie.